# Kdesdk
kdesdk は KDE 開発のためのアプリケーションやツールが含まれる KDE のパッケージである。

## アプリケーション一覧
- KAppTemplate - KDE アプリケーション開発のためのフレームワークを生成するシェルスクリプト
- kate
- KBabel - KDE 3 までの翻訳ツール
- KBugBuster - KDE バグ管理システム の GUI フロントエンド
- KCachegrind - Cachegrind の KDE における GUI フロントエンドであり、プロファイルデータを可視化するツール
- Kompare - グラフィカルな差分ビュアー
- Lokalize - KDE 4 における翻訳ツールであり、KBabel の後継ソフト
- Umbrello - UML モデラー